# Charaxes joanae
Charaxes joanae är en fjärilsart som beskrevs av Van Someren 1964. Charaxes joanae ingår i släktet Charaxes och familjen praktfjärilar. Inga underarter finns listade i Catalogue of Life.